# Buckshot John
Buckshot John er en amerikansk stumfilm fra 1915 af Hobart Bosworth.

## Medvirkende
- Hobart Bosworth som Moran
- Courtenay Foote som Dr. Buchanan Gilmore
- Carl von Schiller som Jimmy Dacey
- Helen Wolcott som Ruth Mason
- Herbert Standing som John Mason